# Franz Xaver Süßmayr
Franz Xaver Süßmayr (* 1766 in Schwanenstadt, Oberösterreich; † 17. September 1803 in Wien) war ein österreichischer Komponist. Er ist vor allem bekannt durch die Vervollständigung des Requiems KV 626 von Wolfgang Amadeus Mozart nach dessen Tod.

## Leben
Franz Xaver Süßmayr wurde als erster Sohn des Mesners und Schulmeisters Karl Franz Siessmayr (1743 bis 1805) und dessen Ehefrau Anna Maria geb. Preisinger geboren. Er erhielt wohl von seinem Vater ersten musikalischen Unterricht, da er 1779 bei seinem Eintritt in das Stiftsgymnasium Kremsmünster im Stift Kremsmünster bereits als „Organista et Altista“, später auch als „Tenor et Violinista“ geführt wurde.
Durch den Unterricht erreichte er eine Bildung, die einem Musiker zu jener Zeit nur selten zuteilwurde.
In den späteren Jahren seiner Kremsmünsterer Zeit wurde er immer öfter zur Komposition von Kirchenmusik und ab 1785 auch für die Musik zu Theaterstücken, die in Kremsmünster aufgeführt wurden, herangezogen.
1787 endete seine Schulzeit, aber erst 1788 findet sich eine Spur, dass er in Wien lebte. Wahrscheinlich im selben Jahr lernte er Wolfgang Amadeus Mozart kennen, denn in einem Brief vom 26. August 1797 an den Abt von Lambach erwähnt er, dass seine Operette Der rauschige Hans, die er mit 6. März 1788 datiert hat, „unter der Leitung des seeligen, unsterblichen Mozart“ entstanden sei.
Süßmayr war Schüler von Antonio Salieri und einer Aussage Constanze Mozarts zufolge ab 1790/91 auch Schüler Mozarts. Süßmayr soll Mozart bei der Komposition der Seccorezitative in La clemenza di Tito assistiert haben. Mit Süßmayr diskutierte Mozart in seinen letzten Tagen angeblich auch sein Requiem, sodass Süßmayr sich aufgrund dieser mündlichen Angaben und einiger hinterlassenen Notizen („Zettelchen“) in der Lage gesehen haben soll, das Stück nach Mozarts Tod zu vervollständigen. Obwohl häufig kritisiert, gehören Süßmayrs Ergänzungen (er komponierte bzw. instrumentierte die letzten fünf Teile) heute bei Aufführungen zum Standard.
Ab 1792 war Süßmayr Dirigent am Nationaltheater und ab 1794 Kapellmeisteradjunkt von Joseph Weigl am Kärntnertortheater.
Franz Xaver Süßmayr verstarb am 17. September 1803 im 1. Wiener Gemeindebezirk, Seilerstätte 17, und wurde auf dem Sankt Marxer Friedhof begraben.

## Angebliche Vaterschaft von Constanzes Sohn Franz Xaver Wolfgang
Bis heute halten sich Gerüchte, dass Franz Xaver Wolfgang Mozart (1791–1844) der Sohn Süßmayrs sei, der ebenfalls den Vornamen Franz Xaver trug. Dann hätte die Zeugung des Kindes im niederösterreichischen Baden stattgefunden, wohin Constanze regelmäßig zur Kur fuhr und von Süßmayr begleitet wurde – mit Mozarts ausdrücklicher Zustimmung, um angeblich „auf Constanze aufzupassen“. Der Sohn wurde am 26. Juli 1791 geboren. Falls Mozart selbst der leibliche Vater war, wäre der Sohn 17 Tage zu früh geboren: „Denn neun Monate zuvor, Oktober 1790, war Mozart auf Reisen und kehrte erst am 10. November wieder zurück.“ Es muss allerdings darauf hingewiesen werden, dass der Name Franz Xaver nur im Taufregister erscheint und Mozarts letztes Kind von seinen Eltern von Geburt an immer Wolfgang (oder „Wowi“) genannt wurde.

## Werke (Auswahl)
Franz Xaver Süßmayr gilt als erfolgreicher Komponist des Wiener Singspiels und komponierte ca. 30 Bühnenwerke. Zu seinen Hauptwerken gehören die Opern Moses oder Der Auszug aus Aegypten (1792), Der Spiegel von Arkadien (1794), Idris und Zenaide (1795) und Soliman II. (1799). Außerdem komponierte er Instrumentalmusik, Kantaten und Messen.

### Werkeverzeichnis SmWV
Der Musikwissenschaftler Erich Duda legte im Jahr 2000 ein Thematisches Werkeverzeichnis mit ausführlichen Quellenangaben und Skizzen der Wasserzeichen vor. Es wurde bei Bärenreiter in Kassel veröffentlicht und erschien in der Schriftenreihe der Internationalen Stiftung Mozarteum als Nr. 12. ISBN 3-7618-1485-2
Es ist in Gruppen gegliedert:
- I Geistliche Werke
- II Bühnenwerke
- III Lieder, Mehrstimmige Gesänge, Kanons
- IV Orchesterwerke
- V Konzerte
- VI Kammermusik
- VII Klaviermusik
- VIII Incerta, Abschriften, Varia